# تکنو موبایل
تکنو موبایل شرکت سازنده تلفن همراه معروف به تکنو است که از سال ۲۰۰۶ شروع به فعالیت کرده‌است.

## تأسیس
TECNO Mobile، که در سال ۲۰۰۶ در هنگ‌کنگ، تأسیس شد، نخستین برند تلفن همراه Transsion Holdings است؛ این هلدینگ شرکت پیشرفته‌ای است که تحقیق، توسعه، تولید، فروش و خدمات محصولات ارتباط همراه را به صورت یکپارچه عرضه می‌کند. TECNO خود را متعهد به عرضه راهکارهای رضایت‌بخش در زمینه ارتباطات همراه به مصرف‌کنندگان می‌داند.

### تأسیس اولین کارخانه
اولین کارخانه در سال ۲۰۰۷ در شهر شنژن چین تأسیس شد. ظرفیت تولید سالانه این کارخانه به ۳ میلیون دستگاه تلفن همراه رسید. TECNO با بهره‌گیری از پیشرفته‌ترین فناوری و استخدام حرفه‌ای‌ترین استعدادها توانست به موفقیت تجاری خوبی دست یابد.

## دربارهٔ تکنو موبایل
TECNO به عنوان اولین عرضه‌کننده تلفن‌های همراه دوسیم‌کارت در آفریقا، خود را متعهد به ایجاد دگرگونی در فناوری‌های روز دنیا برای بازارهای نوظهور می‌داند و محصولات سفارشی و بومی خود را با شعار «تفکر در سطح جهانی، عمل در سطح بومی» عرضه می‌کند.
TECNO حضور خود را در آفریقا، خاورمیانه، آسیای جنوب شرقی، آسیای جنوبی و آمریکای لاتین گسترش داده و محدوده جمعیتی تحت پوشش آن به ۴٫۲ میلیارد نفر رسیده‌است.

### تمرکز بر آفریقا
در سال ۲۰۰۸، شاهد تغییر جهت راهبردی TECNO به سمت تمرکز بر بازار آفریقا و شروع برندسازی TECNO بودیم. TECNO در تلاش برای عرضه محصولات سفارشی در بازارهای محلی و ارائه خدمات بهتر به مصرف‌کنندگان محلی، به برنامه‌ریزی و ساخت یک سیستم مدیریت برون‌مرزی برای پوشش دادن بازارهای آفریقای غربی و آفریقای شرقی پرداخت. TECNO با الهام گرفتن از نظرات مصرف‌کنندگان، اولین تلفن همراه چهار سیم کارت خود «4 Runner» را تولید کرد که در آفریقا موفقیت بزرگی به همراه داشت.

### معرفی اولین تلفن همراه هوشمند
TECNO در پاسخ به پیشرفت‌های فناوری و ارتقای نیازهای مصرف‌کنندگان، اولین تلفن هوشمند خود T1 را در سال ۲۰۱۲ رونمایی و تبلیغات و بازاریابی آن را در همان سال آغاز کرد. TECNO در کنار ساخت تلفن‌های هوشمند باکیفیت و معرفی سرگرمی‌های جذاب برای مصرف‌کنندگان، اولین فروشگاه انحصاری خود را در نیجریه برپا کرد و آخرین محصولات خود را در آنجا به نمایش گذاشت و خدمات ارتقا یافته خود را به مصرف‌کنندگان معرفی نمود. «TECNO غنا» در مراسم جوایز مخابراتی کشور غنا، که برای گرامیداشت رشد و موفقیت مستمر بازار ICT و تمرکز بر دست‌اندرکاران استثنایی و مبتکر این صنعت برگزار می‌شود، عنوان «شرکت تولید تلفن سال» را از آن خود کرد. حجم فروش سالانه TECNO در سال ۲۰۱۲ به حدود ۲۰ میلیون رسید.

### همکاری با باشگاه منچستر سیتی
TECNO به عنوان عرضه‌کننده رسمی تبلت و تلفن همراه وارد یک همکاری چندساله با باشگاه فوتبال منچستر سیتی شد. این همکاری گامی مهم در راهبرد جهانی TECNO به‌شمار می‌رود و جلوه‌گر آرمان این شرکت برای توسعه تأثیرگذارترین و محبوب‌ترین برند تلفن همراه در بازارهای نوظهور است. TECNO به خاطر همکاری با باشگاه موفق و مشهوری چون منچستر سیتی، بیش از پیش جایگاه خود را برای ارتباط با هواداران و مصرف‌کنندگان سراسر جهان، معرفی آخرین تولیدات خود و ارائه دلپذیرترین تجربه استفاده از تلفن همراه برای آنها تقویت نموده‌است.